# Caieira da Barra do Sul
A Caieira da Barra do Sul está localizada no extremo sul da ilha de Santa Catarina e é banhada pelas águas abrigadas da Baia Sul. Foi um importante polo econômico de Florianópolis pela virtude do seu povo na agricultura, pesca e habilidade de produção de farinha de mandioca, açúcar e cachaça. Tem essa denominação pelo mesmo motivo de outras "caieiras" do Brasil, havia lá a produção de cal oriundo da torrefação e moagem de conchas marinhas. Atualmente é habitada por nativos herdeiros de colonizadores açorianos e já foi descoberta como balneário por pessoas oriundas de todo Brasil e do exterior, sendo o pioneiro Aderbal Ramos da Silva (ex-governador de Santa Catarina), lembrado pelos moradores como o Dr. Aderbal. É ponto de partida para as pessoas que pretendem fazer a trilha da praia dos Naufragados e também das embarcações que levam ao mesmo destino.